# Cryptophialus gantsevichi
Cryptophialus gantsevichi is een rankpootkreeftensoort uit de familie van de Cryptophialidae. De wetenschappelijke naam van de soort is voor het eerst geldig gepubliceerd in 2003 door Kolbasov.